# Göran Hongell
Hans Göran Andreas Hongell, född 6 september 1902 i Helsingfors, död 27 juli 1973, var en finländsk målare och formgivare, mest känd för formgivning av konstglas.
Göran Hongell var son till arkitekten Hilda Hongell och byggmästaren Sanfrid Hongell. Han utbildade sig i dekorationsmåleri på Centralskolan för konstflit i Helsingfors 1913–16 i öppnade i början av 1920-talet tillsammans med studiekamraten Gunnar Forsström en byrå för dekorationsmåleri och affischdesign. Han anlitades från 1932 som formgivare på Karhula-Iittala glasbruk och var då Finlands förste fast engagerade glasformgivare.  Han var lärare i dekorationsmåleri på Centralskolan för konstflit 1927–35.
Han skapade 1948 sin mest kända serie bruksglas, Aarne, vilken sedan tillverkades fram till 1969 och senare tagits upp igen. 
Han gifte sig 1924 med Frida Runa Rosberg.

## Urval av formgivna produkter för Iittala
- Silko, 1938
- Maininki, 1938
- Säde, 1939,
- Hongellin hattu,1941
- Aarne, 1948
- Aulanko, 1950-talet